# Neaethus fenestratus
Neaethus fenestratus är en insektsart som beskrevs av Melichar 1906. Neaethus fenestratus ingår i släktet Neaethus och familjen sköldstritar. Inga underarter finns listade i Catalogue of Life.